# Zhuge
Zhuge (cinese semplificato: 诸葛; cinese tradizionale: 諸葛; cinese pinyin: Zhūgě) è un doppio cognome cinese. Il cognome è sempre stato sinonimo di saggezza nella cultura cinese, grazie alla fama di Zhuge Liang.

## Persone
- Zhuge Gui, padre di Zhuge Liang
  - Zhuge Liang, figlio di Zhuge Gui
    - Zhuge Zhan, figlio di Zhuge Liang
      - Zhuge Jing, figlio di Zhuge Zhan
      - Zhuge Shang, figlio di Zhuge Zhan

  - Zhuge Jun, fratello di Zhuge Liang
  - Zhuge Jin, fratello di Zhuge Liang
    - Zhuge Ke, figlio di Zhuge Jin
    - Zhuge Qiao, figlio di Zhuge Jin
      - Zhuge Pan, figlio di Zhuge Qiao
- Zhuge Xuan, fratello di Zhuge Gui
- Zhuge Dan, cugino di Zhuge Liang
- Zhuge Xu
- Zhuge Zhi